# Мозолевка (Харьковская область)
Мозолевка (укр. Мозолівка), село, 
Сидоренковский сельский совет,
Валковский район,
Харьковская область.
Код КОАТУУ — 6321287004. Население по переписи 2001 г. составляет 68 (29/39 м/ж) человек.

## Географическое положение
Село Мозолевка находится в начале балки Дягтярская, в 2-х км от сёл Сидоренково и Шелудьково.

## История
- 1654 - дата основания.

## Экономика
- В селе есть молочно-товарная ферма.